# Джигтен Сумгон
Джигтен Сумгён (1143—1217) — основатель школы Дрикунг Кагью тибетского буддизма.
У Великого Пхагмо Друпы было пятьсот учеников, державших белый зонт (держатели учения дхармы), и, его преемником, как он многократно говорил, будет упасака, достигший десятого уровня бодхисаттвы.